# Hemidactylus mandebensis
Hemidactylus mandebensis es una especie de gecos de la familia Gekkonidae.

## Distribución geográfica yhábitat
Es endémica del sudoeste del Yemen. Su rango altitudinal oscila entre 1182 y 1253 m s. n. m..